# 拉斯普京 (歌曲)
拉斯普京是波尼M合唱团于1978年8月28日发行的单曲，原为該團第三张录音室专辑中收錄的第二首曲目（但專輯版本較長，為5分51秒）。这首歌将拉斯普京描述为一名花花公子、神秘的治疗师和政治操纵者。

## 销售认证
| 地區                               | 认证 | 认证单位/销量 |
| ---------------------------------- | ---- | ------------- |
| 加拿大（加拿大音乐协会）           | 白金 | 150,000^      |
| 荷兰（荷蘭音像製品製作與進口協會） | 金   | 100,000^      |
| 英国（英国唱片业协会）             | 金   | 500,000^      |
| ^僅含認證的出貨量                  |      |               |

## 其他版本
- 《心上人》（國語）

原曲旋律、晨曦填詞、高凌風演唱。（收錄於1979年寶麗金發行的高凌風《迪斯可專辑》）
- 《青春豆》（粵語）

原曲旋律、徐小明填詞與演唱。（收錄於1980年文志唱片公司發行之專辑）
- 《愛情真有趣》（粵語）

原曲旋律、林瀟填詞、高山演唱。（收录于1979年《熱潮名曲：雨中情侶》大碟）